# Yanjiang (socken)
Yanjiang (kinesiska: 沿江街道) är en socken i Kina. Den ligger i provinsen Yunnan, i den sydvästra delen av landet, omkring 130 kilometer öster om provinshuvudstaden Kunming. Antalet invånare är 40 209. Befolkningen består av 19 987 kvinnor och 20 222 män. Barn under 15 år utgör 22,0 %, vuxna 15-64 år 69 %, och äldre över 65 år 8,0 %.
Genomsnittlig årsnederbörd är 1 039 millimeter. Den regnigaste månaden är juni, med i genomsnitt 251 mm nederbörd, och den torraste är januari, med 11 mm nederbörd.